# Ти ме носиш
„Ти ме носиш“ (на хърватски: Ti mene nosiš) е игрален филм от 2015 г. на режисьора Ивона Юка и неин пълнометражен дебют. Копродукция между Хърватия, Словения, Сърбия и Черна гора.
Премиерата на филма е на 3 май 2015 г. в Черна гора. В Хърватия премиерата му е на 25 май 2015 г. В България е прожектиран за първи път на 19 март 2016 г. в кино „Одеон“ по време на XX Международен филмов фестивал „София Филм Фест“, където участва в програма „В обектива: Хърватия“. Филмът е черногорското предложение за номинация за „Оскар“ в категория най-добър чуждоезичен филм за 2016 г., но не е номиниран.

## Награди
- През 2015 г. в Пула получава „Златна арена“ за операторско майсторство, най-добри визуални ефекти и „Златна бреза“ в националния конкурс[1]
- На Международния филмов фестивал в Карлови Вари през 2015 г. е номиниран за награда „На Изток от Запад“[1]

## Актьорски състав
- Лана Барич – Ивес
- Войслав Брайович – Иван
- Хелена Белян – Дора
- Наташа Янич – Лидия
- Горан Хайдукович – Ведран
- Юрай Дабич – Ян
- Наташа Дорчич – Наташа
- Себастиан Каваза – Марин
- Филип Крижан – Филип